# قاسم‌آباد (همدان)
الگو:جعبه اطلاعات شهری ایران
کوی قاسم‌آباد (همدان)،  شهر باستانی بخش مرکزی شهرستان همدان در استان همدان ایران است.

## جمعیت
این شهر در بخش هگمتانه قرار دارد و براساس سرشماری مرکز آمار ایران در سال ۱۳۹۵، جمعیت آن۱۲۳۴۹ نفر (۳۵۴۶خانوار) بوده‌است.
از سال ۱۳۹۸این منطقه به بخش شهری منتقل شده و توسط شهرداری ناحیه ۳ استان مدیریت میگردد.